# Год кометы
«Год кометы» (англ. Year of the Comet) — кинофильм.

## Сюжет
Мэгги Харвуд, дочь виноторговца, проводит инвентаризацию винного погреба в британском замке и случайно находит бутылку вина урожая 1811 года (то есть вина «года кометы» — в 1811 в небе невооружённым глазом была видна комета). Мэгги с бутылкой бежит из Великобритании; за ней гонится группа бандитов.
На помощь Мэгги является Оливер Плексико (Тим Дейли), которого тоже интересует вино знаменитого урожая.

## В ролях
- Пенелелопа Энн Миллер — Мэгги (Маргарет) Харвуд
- Тим Дейли — Оливер Плексико
- Луи Журдан — Филипп
- Арт Малик
- Иэн Ричардсон
- Иэн Макнис — Иэн
- Джулия Маккарти
- Жак Мафоу
- Артуро Венегас